# Upplega

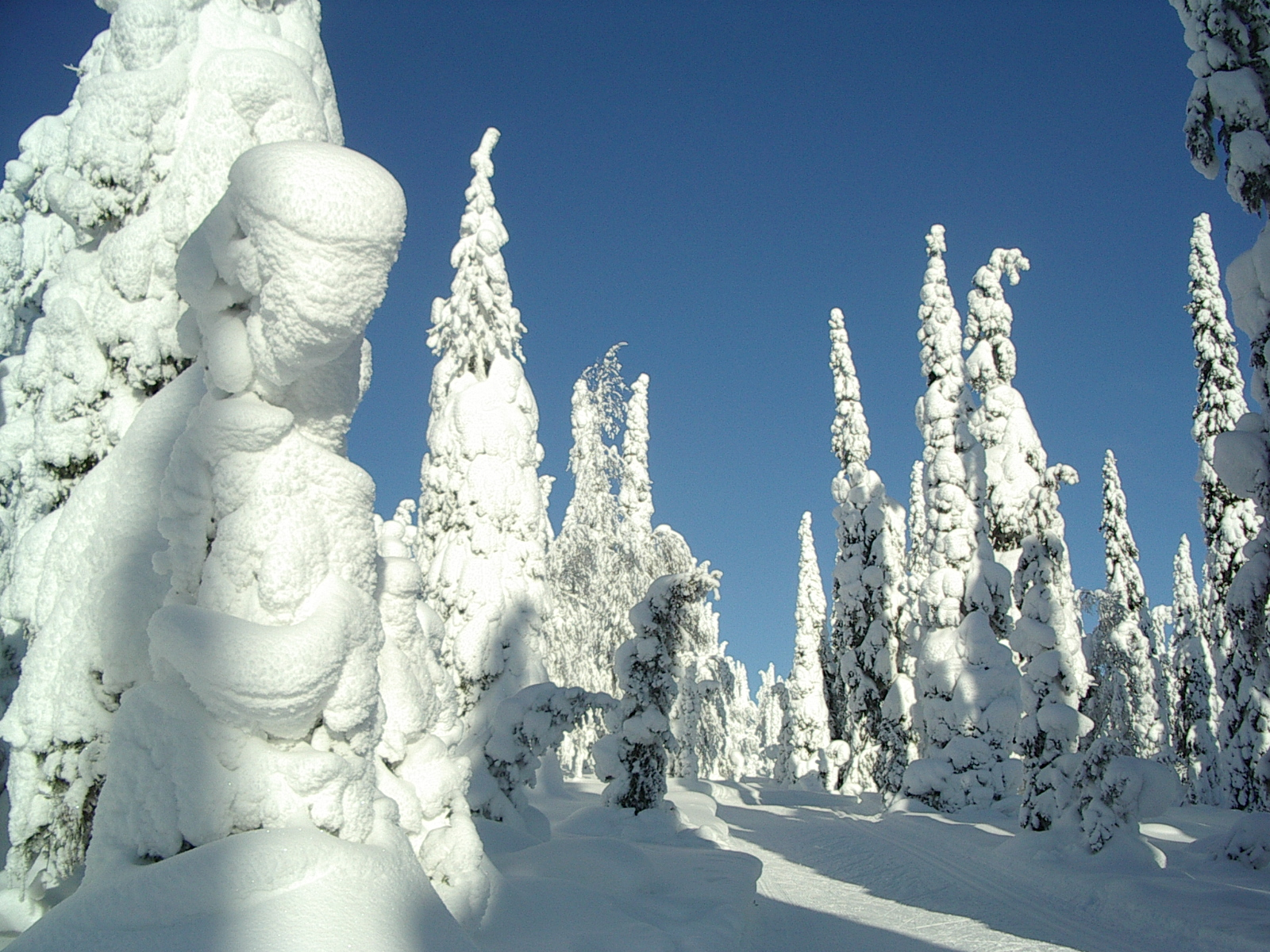
Upplega

Upplega är en skogsbruksteknisk term för den snö som samlas på grenarnas ovansida. Upplegan är ett stort hinder vid manuell skogsavverkning, men har i takt med att skogsbruket mekaniserats kommit att utgöra ett mindre problem. Tung snö kunde ge skador på såväl trädet som skogsarbetaren. Det var också svårt att se trädkronans form för att rätt kunna bedöma fällriktningen.
Upplega är en form av intercept.
Begreppet finns även i norrländska dialekter som västerbottniska och hälsingemål med stavningen opplega.